# Die Nick-Adams-Stories

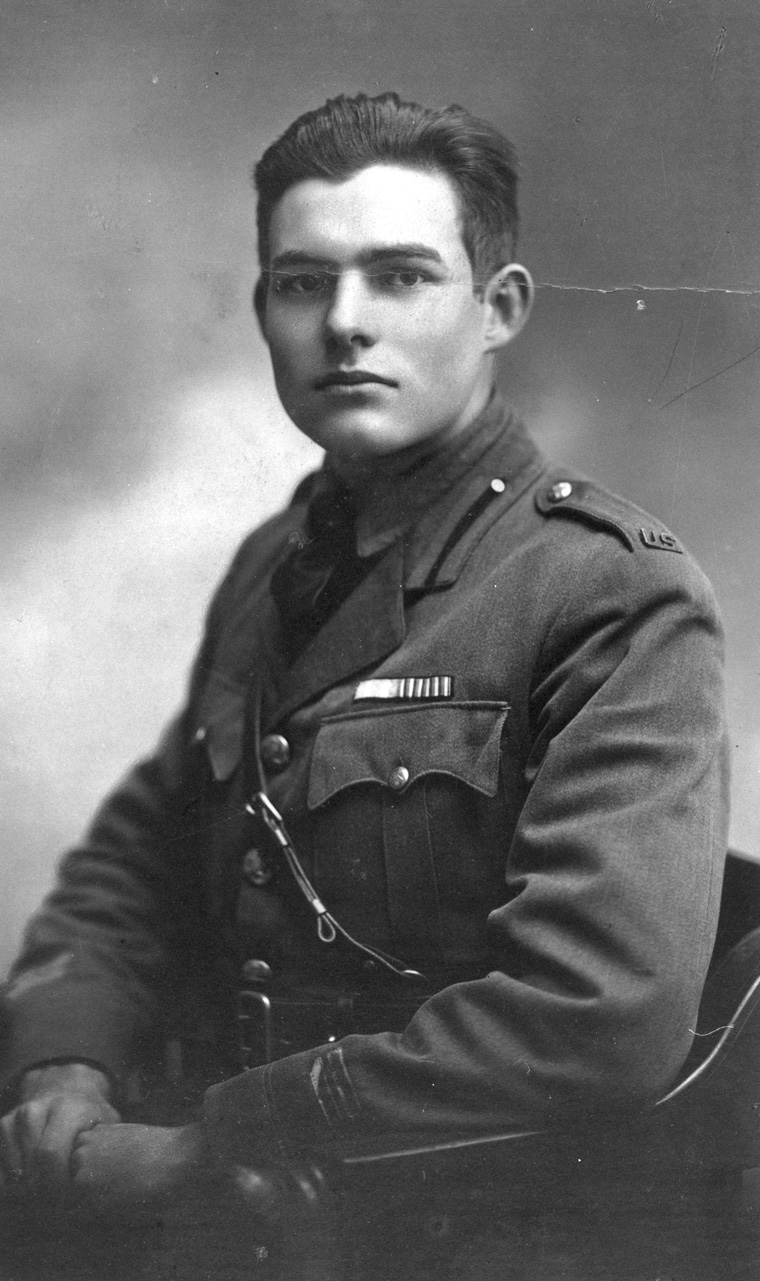
Ernest Hemingway, 1918

Nick Adams ist der Protagonist mehrerer Kurzgeschichten von Ernest Hemingway (1899–1961).
Hemingway schrieb die Kurzgeschichten während der zwanziger und dreißiger Jahre. Die Figur Nick Adams trägt stark autobiographische Züge, sie hat mit Hemingway die Herkunft, die Familienkonstellation und bestimmte Lebenserfahrungen gemein. 
Zusammengenommen und nach der Chronologie von Nick Adams’ Leben geordnet ähneln die Geschichten einem Entwicklungsroman. Indianerlager und Der Doktor und seine Frau schildern Nick als Jungen in Begleitung seines geliebten Vaters. Zehn Indianer, Das Ende von Etwas und Drei Tage Sturm handeln von ersten Liebeserlebnissen des Halbwüchsigen. In Der Kämpfer und Die Killer erlebt Nick erste Abenteuer außerhalb der vertrauten provinziellen Umgebung. Müde bin ich, geh zur Ruh, In einem anderen Land und So wie du niemals sein wirst sind Erzählungen aus dem Ersten Weltkrieg, an dem Nick Adams (wie Hemingway) auf Seiten der italienischen Armee teilnimmt. Schnee überm Land ist eine Skifahrergeschichte und spielt in den Alpen, jedoch mit Anklängen an das Heimweh des in Europa lebenden Amerikaners. In Großer doppelherziger Strom kehrt Nick Adams in seine Heimat zurück. Väter und Söhne beginnt mit Erinnerungen Nick Adams’ an seine Jugend und beschließt den Kreis der Geschichten, indem Nick, der nun selbst einen Sohn hat, diesem von dessen Großvater erzählt. 

## Nick Adams Stories
Die Wälder im Norden
- Drei Schüsse (Three Shots)
- Indianerlager (Indian Camp)
- Der Doktor und seine Frau (The Doctor and the Doctor’s Wife)
- Zehn Indianer (Ten Indians)
- Als die Indianer fortzogen (The Indians moved away)

Auf eigenen Füßen
- Das Licht der Welt (The Light of the World)
- Der Kämpfer (The Battler)
- Die Killer (The Killers)
- Das letzte gute Land (The Last Good Country)
- Über den Mississippi (Crossing the Mississippi)

Krieg
- Die Nacht vor der Landung (Night before Landing)
- „Nick saß an die Mauer gelehnt…“ (Nick sat against the wall…)
- Müde bin ich, geh zur Ruh (Now I Lay Me)
- So wie du niemals sein wirst (A Way You’ll Never Be)
- In einem andern Land (In Another Country)

Rückkehr
- Großer doppelherziger Strom (Big Two-Hearted River)
- Das Ende von Etwas (The End of Something)
- Drei Tage Sturm (The Three-Day Blow)
- Menschen im Sommer (Summer People)

Zu zweit
- Hochzeitstag (Wedding Day)
- Schreiben (On Writing)
- Ein Gebirgsidyll (An Alpine Idyll)
- Schnee überm Land (Cross-Country Snow)
- Väter und Söhne (Fathers and Sons)

## Ausgaben
Die Nick Adams Stories erschienen zuerst an verstreuten Stellen, unter anderem in Zeitschriften, dann in verschiedenen Anthologien. Beispielsweise sind von den vierzehn Kurzgeschichten in dem Sammelband Men Without Women fünf Nick Adams Stories. Ebenso wurden einige der Nick-Adams-Stories in den 1925 veröffentlichten Sammelband In Our Time (dt. In unserer Zeit) aufgenommen. 1972 erschien ein Sammelband unter dem Titel The Nick Adams Stories, der allerdings nicht alle Nick-Adams-Stories enthält, dafür einige Texte aus Hemingways Nachlass.
- aktuelle deutsche Ausgabe: Ernest Hemingway, Die Nick-Adams-Stories. Mit einem Vorwort von Philip Young. Deutsch von Annemarie Horschitz-Horst und Richard K. Flesch. Reinbek bei Hamburg 1999. Rowohlt-Taschenbuch-Verlag, rororo 15091.